# Comuna Mîkolaiiv, Pustomîtî
Mîkolaiiv (în ucraineană Миколаїв) este o comună în raionul Pustomîtî, regiunea Liov, Ucraina, formată din satele Haii, Horodîslavîci, Mîkolaiiv (reședința) și Pidsosniv.

## Demografie
Componența lingvistică a comunei Mîkolaiiv
     Ucraineană (99,49%)
     Alte limbi (0,44%)
Conform recensământului din 2001, majoritatea populației comunei Mîkolaiiv era vorbitoare de ucraineană (99,49%), existând în minoritate și vorbitori de alte limbi.